# 澄和路
澄和路（Chenghe Rd.）為高雄市三民區的東西向道路，東起於澄清路口銜接文龍路，西止於皓東路246巷。

## 行經行政區域
- 三民區

## 沿線設施
（由東至西）
- 新高橋藥局澄清店
- 家樂福澄清店
- 全家便利商店高雄清華店
- 澄和市場
- 陽明公園
- 陽明棒球場
- 陽明網球中心

## 公共自行車
- 高雄市公共自行車租賃系統：
  - 陽明公園：澄和路/澄和路158巷西北側
  - 陽明網球中心：澄和路/澄和路208巷口南側

## 相關連結
- 高雄市主要道路列表